# KV12
KV12 — одна из гробниц, расположенных в египетской Долине Царей, в фиванском некрополе на западном берегу Нила, напротив Луксора. В настоящий момент нет чёткого представления, для какого именно фараона предназначалась эта гробница. Предположительно, первоначально гробница построена во время правления XVIII династии Нового царства. Однако дальнейшее изучение показало, что гробницу повторно использовали для захоронения царских особ XIX и XX династий.
Определить точную дату строительства и использования гробницы в настоящий момент не представляется возможным. Это связано с тем, что на стенах практически отсутствуют росписи (Джеймс Бёртон указывает, что на восточной стене камеры G сохранились остатки росписи, которые возможно, впоследствии были уничтожены), кроме того, гробница неоднократно подвергалась разграблениям. Установить примерную дату строительства помог недочёт строителей, сооружавших гробницу Рамсеса VI — KV9: во время строительства каменотёсы пробили дыру в камере G KV12.

## Археологические исследования
Первые археологические исследования KV12 предпринял Ричард Покок в 1737—1738 годах. Он составил приблизительный план гробницы зарисовал карту гробницы. После Покока гробницу посещали Джованни Бельцони, Джеймс Бёртон (1825) и Джон Уилкинсон (1825—1828). Наконец, в 1908—1909 первые раскопки в KV12 предпринял Эрнест Гарольд Джонс. Во время работ, у входа в гробницу им были обнаружены Ушебти Рамсеса VI.
С 1920 по 1921 год в гробнице работает Говард Картер. По его расчётам, в передней камере, или где-то рядом со входом должен был находиться тайник с ритуальными объектами времён строительства гробницы. Тайник найден не был.
Дальнейшие исследования были предприняты в 1994 году. В настоящий момент, гробница считается малозначимой и не представляет интереса для посещения.

## Консервация
Для предотвращения разрушения гробницы в 1994 году были построены деревянные ступеньки и деревянная дверь на входе в гробницу, нижние ступени восстановлены с помощью цемента. Во время потопа 1994 года в гробницу попало незначительное количество воды. Поскольку потоп оказался небольшим, в 1997 году была построена небольшая стена, чтобы остановить потенциальное затопление гробницы.
В настоящий момент, стены и потолок первой камеры B, коридора C и колодца D покрыты сажей. Стены и потолок нижних камер чисты.